# Agromyza wistariae
Agromyza wistariae este o specie de muște din genul Agromyza, familia Agromyzidae, descrisă de Mitsuhiro Sasakawa în anul 1961. Conform Catalogue of Life specia Agromyza wistariae nu are subspecii cunoscute.